# Fabrizio Gatti

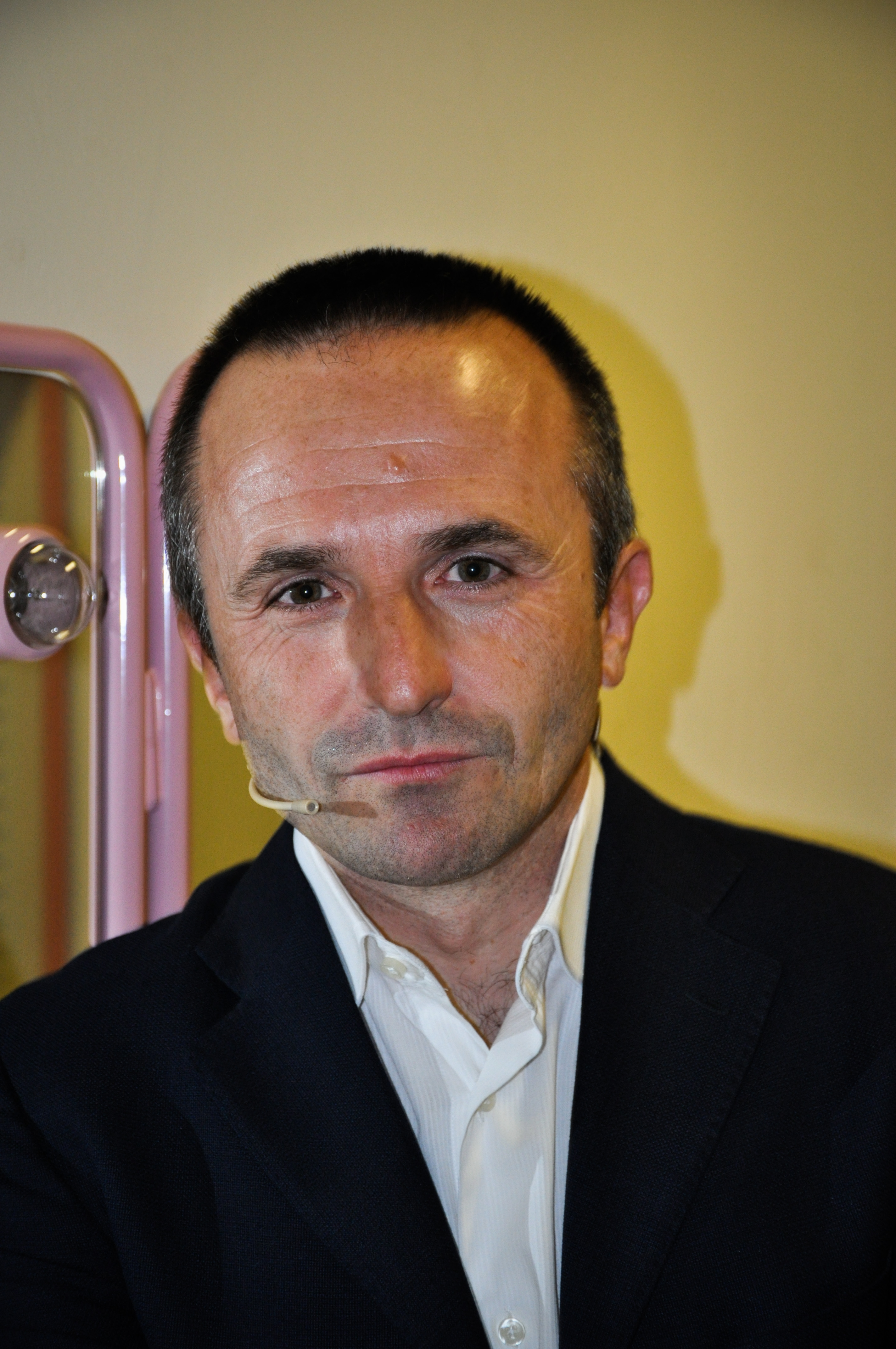
Fabrizio Gatti – International Journalism Festival 2010

Fabrizio Gatti (* 9. März 1966 in Como) ist ein italienischer Journalist.
Er arbeitete zunächst für den Corriere della Sera und ist aktuell (2010) Chefreporter des L’Espresso.
Gatti begann seine journalistische Tätigkeit 1991. Er veröffentlichte Hintergrundartikel vor allem zu Themen wie Kriminalität, Missständen in öffentlichen Einrichtungen und illegaler Immigration zuerst im Corriere della Sera und seit 2004 im L’Espresso. Dabei recherchierte er selbst in Verkleidung und mit falschem Namen als Erntehelfer oder vorgeblicher Flüchtling vor Ort und wird deshalb teilweise mit Günter Wallraff verglichen.

## Publikationen
- „Bilal: Als Illegaler auf dem Weg nach Europa“ (Originaltitel: „Bilal. Viaggiare, lavorare, morire da clandestini“) 2007, Verlag Rizzoli, ISBN 978-88-17-01842-5, Neuauflage: Verlag Antje Kunstmann, München 2010
- „Viki che voleva andare a scuola“ 2007, Verlag Fabbri, ISBN 88-451-8114-6

## Auszeichnungen
- 2006 Preis für die Freiheit und Zukunft der Medien[2]
- 2007 Europäischer Journalisten Preis[3] für einen Bericht über illegale Erntehelfer in Apulien
- 2008 Literaturpreis Tiziano Terzani für sein Buch „Bilal: Als Illegaler auf dem Weg nach Europa“[4]
- 2014 Menschenrechtspreis der Stiftung Pro Asyl